# Taça da Liga 2010-2011
La Taça da Liga 2010-2011, ufficialmente denominata bwin Cup 2010-2011 per motivi di sponsorizzazione, è stata la 4ª edizione della Coppa di Lega portoghese. Il torneo, iniziato l'8 agosto 2010, si concluse con la vittoria del Benfica contro il Paços Ferreira nella finale del 23 aprile 2011 allo Stadio Città di Coimbra. Per la squadra di Lisbona si trattò del terzo successo consecutivo nella manifestazione, oltre che terzo in assoluto.

## Squadre partecipanti
- Qualificate al Primo turno: Gil Vicente, Estoril, Desportivo das Aves, Varzim, Santa Clara, Freamunde, Feirense, Oliveirense, Covilhã, Trofense, Fátima, Penafiel, Arouca, Moreirense, Belenenses, Leixões
- Qualificate al Secondo turno: Académica, Paços de Ferreira, Rio Ave, União de Leiria, Olhanense, Vitória de Setúbal, Beira-Mar, Portimonense
- Qualificate al Terzo turno: Porto, Sporting CP, Benfica, Nacional, Braga, Naval, Vitória de Guimarães, Marítimo

## Primo turno

### Gruppo A
| Pos | Squadra     | G | V | N | P | GF | GS | DG | Pt | Qualificazione               |  | FAT | GIV | MOR | FEI |
| --- | ----------- | - | - | - | - | -- | -- | -- | -- | ---------------------------- |  | --- | --- | --- | --- |
| 1   | Fátima      | 3 | 1 | 2 | 0 | 5  | 4  | +1 | 5  | Avanzamento al secondo turno |  |     | 1–0 |     | 3–3 |
| 2   | Gil Vicente | 3 | 1 | 1 | 1 | 5  | 5  | 0  | 4  | Avanzamento al secondo turno |  |     |     | 3–3 | 2–1 |
| 3   | Moreirense  | 3 | 0 | 3 | 0 | 4  | 4  | 0  | 3  |                              |  | 1–1 |     |     |     |
| 4   | Feirense    | 3 | 0 | 2 | 1 | 4  | 5  | −1 | 2  |                              |  |     | 0–0 |     |     |

### Gruppo B
| Pos | Squadra    | G | V | N | P | GF | GS | DG | Pt | Qualificazione               |  | PEN | ARO | FRE | BEL |
| --- | ---------- | - | - | - | - | -- | -- | -- | -- | ---------------------------- |  | --- | --- | --- | --- |
| 1   | Penafiel   | 3 | 2 | 0 | 1 | 4  | 2  | +2 | 6  | Avanzamento al secondo turno |  |     |     | 1–0 | 3–1 |
| 2   | Arouca     | 3 | 1 | 2 | 0 | 3  | 2  | +1 | 5  | Avanzamento al secondo turno |  | 1–0 |     |     |     |
| 3   | Freamunde  | 3 | 1 | 1 | 1 | 6  | 3  | +3 | 4  |                              |  |     | 1–1 |     | 5–1 |
| 4   | Belenenses | 3 | 0 | 1 | 2 | 3  | 9  | −6 | 1  |                              |  | 1–1 |     |     |     |

### Gruppo C
| Pos | Squadra       | G | V | N | P | GF | GS | DG | Pt | Qualificazione               |  | OLI | ESP | VAR | SCL |
| --- | ------------- | - | - | - | - | -- | -- | -- | -- | ---------------------------- |  | --- | --- | --- | --- |
| 1   | Oliveirense   | 3 | 2 | 0 | 1 | 3  | 2  | +1 | 6  | Avanzamento al secondo turno |  |     | 0–1 |     | 2–1 |
| 2   | Estoril Praia | 3 | 1 | 2 | 0 | 3  | 2  | +1 | 5  | Avanzamento al secondo turno |  |     |     | 1–1 | 1–1 |
| 3   | Varzim        | 3 | 0 | 2 | 1 | 1  | 2  | −1 | 2  |                              |  | 0–1 |     |     |     |
| 4   | Santa Clara   | 3 | 0 | 2 | 1 | 2  | 3  | −1 | 2  |                              |  |     | 0–0 |     |     |

### Gruppo D
| Pos | Squadra    | G | V | N | P | GF | GS | DG | Pt | Qualificazione               |     | LEI | AVE | SCO | TRO |
| --- | ---------- | - | - | - | - | -- | -- | -- | -- | ---------------------------- | --- | --- | --- | --- | --- |
| 1   | Leixões    | 3 | 2 | 1 | 0 | 3  | 0  | +3 | 7  | Avanzamento al secondo turno |     |     |     | 1–0 |     |
| 2   | Desp. Aves | 3 | 1 | 1 | 1 | 4  | 3  | +1 | 4  | Avanzamento al secondo turno |     | 0–2 |     | 3–0 |     |
| 3   | Covilhã    | 3 | 1 | 0 | 2 | 2  | 4  | −2 | 3  |                              |     |     |     |     | 2–0 |
| 4   | Trofense   | 3 | 0 | 2 | 1 | 1  | 3  | −2 | 2  |                              | 0–0 | 1–1 |     |     |     |

## Secondo turno
Gli incontri d'andata si sono giocati il 10 e il 28 ottobre, mentre i match di ritorno il 10, il 17 e il 20 novembre 2010.
| Squadra 1     | Totale        | Squadra 2       | Andata | Ritorno |
| ------------- | ------------- | --------------- | ------ | ------- |
| Penafiel      | 3–3 (4-1 dtr) | Vitória Setúbal | 2 - 0  | 1 - 3   |
| Estoril Praia | 1–1 (4-3 dtr) | Rio Ave         | 0 - 0  | 1 - 1   |
| Gil Vicente   | 4–3           | União Leiria    | 3 - 2  | 1 - 1   |
| Leixões       | 2–3           | Paços Ferreira  | 1 - 1  | 1 - 2   |
| Desp. Aves    | 4–3           | Portimonense    | 3 - 2  | 1 - 1   |
| Arouca        | 3–3 (5-3 dtr) | Académica       | 2 - 2  | 1 - 1   |
| Fátima        | 2–5           | Beira-Mar       | 1 - 1  | 1 - 4   |
| Oliveirense   | 2–4           | Olhanense       | 1 - 0  | 1 - 4   |

## Terzo turno

### Gruppo A
| Pos | Squadra     | G | V | N | P | GF | GS | DG | Pt | Qualificazione              |     | NAC | FCP | GIV | BEM |
| --- | ----------- | - | - | - | - | -- | -- | -- | -- | --------------------------- | --- | --- | --- | --- | --- |
| 1   | Nacional    | 3 | 3 | 0 | 0 | 8  | 3  | +5 | 9  | Avanzamento alle semifinali |     |     |     | 4–1 |     |
| 2   | Porto       | 3 | 1 | 1 | 1 | 6  | 4  | +2 | 4  |                             |     | 1–2 |     |     | 3–0 |
| 3   | Gil Vicente | 3 | 1 | 1 | 1 | 5  | 7  | −2 | 4  |                             |     | 2–2 |     | 2–1 |     |
| 4   | Beira-Mar   | 3 | 0 | 0 | 3 | 2  | 7  | −5 | 0  |                             | 1–2 |     |     |     |     |

### Gruppo B
| Pos | Squadra    | G | V | N | P | GF | GS | DG | Pt | Qualificazione              |     | SLB | MAR | DAV | OLH |
| --- | ---------- | - | - | - | - | -- | -- | -- | -- | --------------------------- | --- | --- | --- | --- | --- |
| 1   | Benfica    | 3 | 3 | 0 | 0 | 9  | 2  | +7 | 9  | Avanzamento alle semifinali |     |     | 2–0 |     | 3–2 |
| 2   | Marítimo   | 3 | 2 | 0 | 1 | 3  | 3  | 0  | 6  |                             |     |     |     | 2–1 |     |
| 3   | Desp. Aves | 3 | 1 | 0 | 2 | 4  | 8  | −4 | 3  |                             | 0–4 |     |     | 3–2 |     |
| 4   | Olhanense  | 3 | 0 | 0 | 3 | 4  | 7  | −3 | 0  |                             |     | 0–1 |     |     |     |

### Gruppo C
| Pos | Squadra           | G | V | N | P | GF | GS | DG | Pt | Qualificazione              |     | PAÇ | BRA | GUI | ARO |
| --- | ----------------- | - | - | - | - | -- | -- | -- | -- | --------------------------- | --- | --- | --- | --- | --- |
| 1   | Paços Ferreira    | 3 | 3 | 0 | 0 | 8  | 5  | +3 | 9  | Avanzamento alle semifinali |     |     |     | 2–1 |     |
| 2   | Braga             | 3 | 2 | 0 | 1 | 9  | 4  | +5 | 6  |                             |     | 2–3 |     | 3–1 |     |
| 3   | Vitória Guimarães | 3 | 1 | 0 | 2 | 3  | 5  | −2 | 3  |                             |     |     |     | 1–0 |     |
| 4   | Arouca            | 3 | 0 | 0 | 3 | 2  | 8  | −6 | 0  |                             | 2–3 | 0–4 |     |     |     |

### Gruppo D
| Pos | Squadra          | G | V | N | P | GF | GS | DG | Pt | Qualificazione              |  | SCP | ESP | NAV | PEN |
| --- | ---------------- | - | - | - | - | -- | -- | -- | -- | --------------------------- |  | --- | --- | --- | --- |
| 1   | Sporting Lisbona | 3 | 2 | 0 | 1 | 7  | 2  | +5 | 6  | Avanzamento alle semifinali |  |     |     | 2–0 | 4–0 |
| 2   | Estoril Praia    | 3 | 1 | 1 | 1 | 4  | 4  | 0  | 4  |                             |  | 2–1 |     |     | 0–1 |
| 3   | Naval            | 3 | 1 | 1 | 1 | 3  | 4  | −1 | 4  |                             |  | 2–2 |     |     |     |
| 4   | Penafiel         | 3 | 1 | 0 | 2 | 1  | 5  | −4 | 3  |                             |  |     | 0–1 |     |     |

## Semifinali
|  | Semifinali       | Semifinali       | Semifinali     |                |         | Finale  | Finale | Finale |  |
|  |                  |                  |                |                |         |         |        |        |  |
|  | Benfica          | Benfica          | 2              |                |         |         |        |        |  |
|  | Benfica          | Benfica          | 2              |                |         |         |        |        |  |
|  | Sporting Lisbona | Sporting Lisbona | 1              |                |         |         |        |        |  |
|  | Sporting Lisbona | Sporting Lisbona | 1              |                | Benfica | Benfica | 2      |        |  |
|  |                  |                  |                |                | Benfica | Benfica | 2      |        |  |
|  |                  |                  | Paços Ferreira | Paços Ferreira | 1       |         |        |        |  |
|  | Nacional         | Nacional         | Paços Ferreira | Paços Ferreira | 1       | 3       |        |        |  |
|  | Nacional         | Nacional         |                |                |         |         |        |        |  |
|  | Paços Ferreira   | Paços Ferreira   | 4              |                |         |         |        |        |  |

### Semifinali
| Arbitro: | Manuel de Sousa |

|                               |           |             |
| Cardozo 33’ Javi García 90+2’ | Marcatori | 21’ Postiga |

| Arbitro: | Artur Soares Dias |

|                                                 |           |                                      |
| Barcelos 35’ Luís Alberto 45’ Gentil 85’ (rig.) | Marcatori | 25’ Maykon 41’, 56’ Pizzi 50’ Rondón |

### Finale
| Arbitro: | Pedro Proença |

|                   |           |                          |
| Luisão 50’ (aut.) | Marcatori | 17’ Jara 42’ Javi García |

| Paços de Ferreira | Benfica |

#### Formazioni
| Paços Ferreira  |    |                   |       |
|                 |    |                   |       |
| POR             | 1  | Cássio            | 90+2’ |
| TD              | 15 | Baiano            |       |
| DC              | 5  | Javier Cohene     |       |
| DC              | 2  | Ozéia             |       |
| TS              | 7  | Maykon            | 26’   |
| CEN             | 8  | André Leão        | 79’   |
| CC              | 16 | Leonel Olímpio    | 33’   |
| CC              | 10 | David Simão       | 75’   |
| AD              | 81 | Manuel José ()    | 71’   |
| AS              | 31 | Pizzi             |       |
| ATT             | 19 | Mario Rondón      |       |
| A disposizione: |    |                   |       |
| POR             | 45 | António Filipe    |       |
| TS              | 13 | Bura              |       |
| TD              | 96 | Filipe Anunciação | 79’   |
| CC              | 11 | Rui Caetano       | 71’   |
| CC              | 17 | Nuno Santos       |       |
| ATT             | 21 | Pádraig Amond     |       |
| ATT             | 24 | Nélson Oliveira   | 75’   |
| Allenatore:     |    |                   |       |
| Rui Vitória     |    |                   |       |

| Benfica         |    |                |       |
|                 |    |                |       |
| POR             | 1  | José Moreira   |       |
| TD              | 14 | Maxi Pereira   | 30’   |
| DC              | 4  | Luisão ()      | 49’   |
| DC              | 33 | Jardel         |       |
| TS              | 18 | Fábio Coentrão |       |
| CEN             | 6  | Javi García    |       |
| CD              | 17 | Carlos Martins | 61’   |
| CS              | 11 | Franco Jara    |       |
| CC              | 10 | Pablo Aimar    | 90+2’ |
| ATT             | 30 | Javier Saviola | 68’   |
| ATT             | 7  | Óscar Cardozo  |       |
| A disposizione: |    |                |       |
| POR             | 12 | Roberto        |       |
| TS              | 25 | César Peixoto  | 61’   |
| DC              | 27 | Sidnei         |       |
| CEN             | 2  | Airton         | 68’   |
| CC              | 16 | Felipe Menezes | 90+2’ |
| ATT             | 19 | Weldon         |       |
| ATT             | 31 | Alan Kardec    |       |
| Allenatore:     |    |                |       |
| Jorge Jesus     |    |                |       |